# Лука (озеро)
Луки — озеро льодовикового походження у Ратнівському районі Волинської області, поблизу с. Самари.
Довжина 2,4 км, пересічна ширина 0,56 км, площа 1,35 км², глибина до 10 м. Улоговина видовженої форми. Береги низькі, на окремих ділянках заболочені. Живиться переважно поверхневими водами. Дно піщане, у північно-західній частині замулене. Поширена прибережно-водяна рослинність. Водяться лящ, короп, карась, щука.
Озеро Луки має давню легенду. Старожили наголошують, що воно має таку назву через свою форму, озеро вигнуте, як лук. 